# Johann Michael Weinkopf
Johann Michael Weinkopf (* 15. September 1780 in Kirchberg am Walde; † 8. März 1862 in Wien) war ein österreichischer Sänger (Bass) und Schauspieler.

## Leben
Weinkopf gehörte zunächst zum Ensemble des Theater an der Wien und verkörperte bei der Uraufführung von Beethovens Oper Fidelio am 20. November 1805 die Rolle des Ministers Don Fernando, ebenso bei den beiden Aufführungen der zweiten Fassung der Oper am 29. März und 10. April 1806.
Vom 15. Juni 1807 bis 1809 sowie von 1814 bis zum 30. November 1821 war er Mitglied der Wiener Hoftheater.
In späteren Jahren war Weinkopf Chormeister der Sängerknaben am Hofoperntheater, Domsänger bei St. Stephan und Kapellmeister an der Hofpfarrkirche zu St. Michael.
Um 1835 leitete er im kleinen Michaelerhaus (heute Michaelerplatz 6) eine „Musik- und Singlehranstalt“.